# Delias ennia
Delias ennia, a Jezebel de faixas amarelas, é uma borboleta da família Pieridae. Pode ser encontrada na Austrália, Indonésia, Papua Nova Guiné e em várias ilhas vizinhas.
A envergadura é de 50 milímetros.

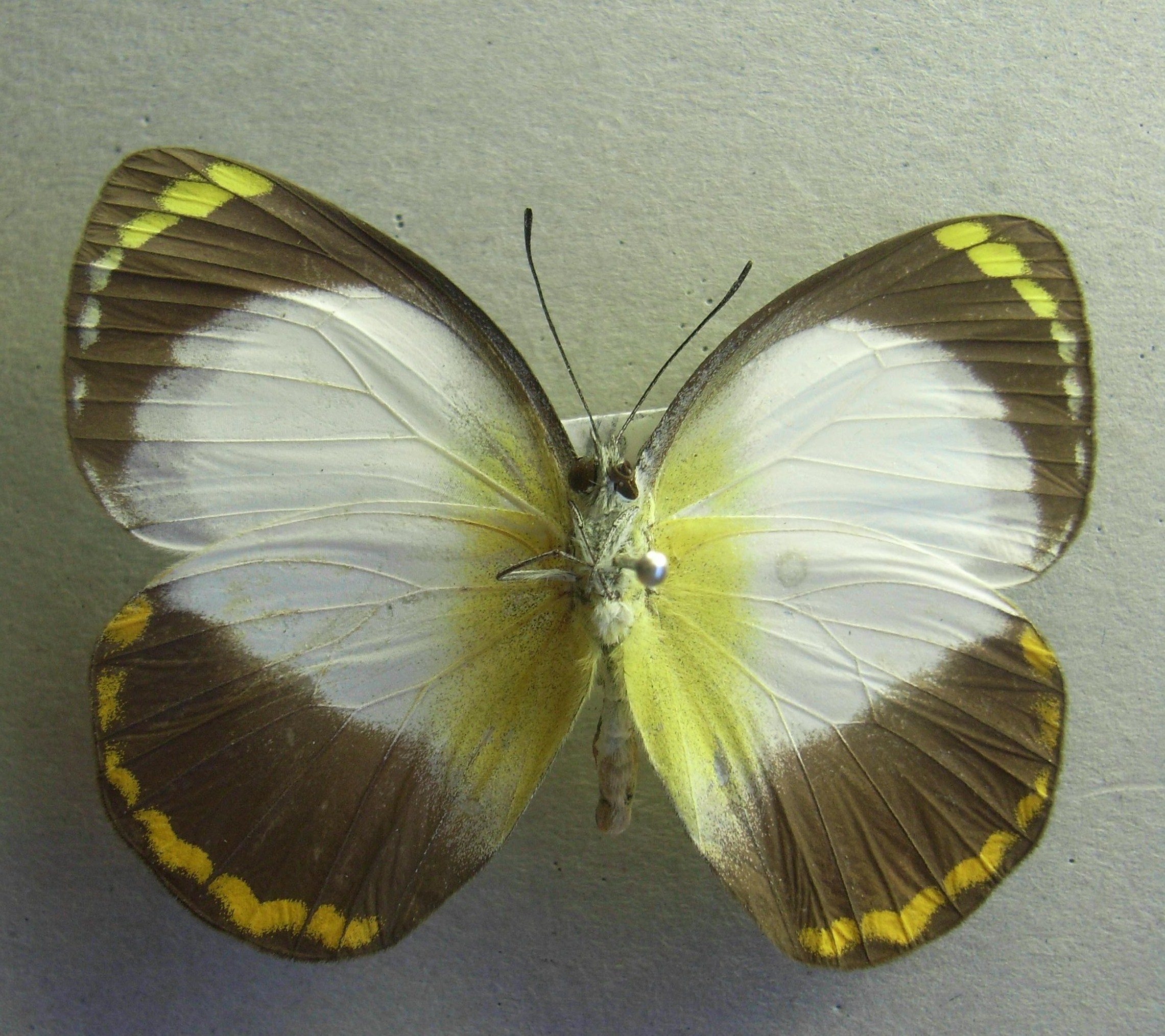

As larvas alimentam-se de Notothixos leiophyllus . Elas espalham seda ao redor das folhas onde elas estão se alimentando.

## Subespécies
- Delias ennia ennia
- Delias ennia mysolensis Rothschild, 1915
- Delias ennia multicolor Joicey & Noakes, 1915 (Ilha Misool)
- Delias ennia iere Grose-Smith, 1900 (Ilha Noemfoor)
- Delias ennia jobiana (Oberthür, 1894) (Ilha Jobi)
- Delias ennia oetakwensis Rothschild, 1915
- Delias ennia xelianthe Grose-Smith, 1900 (Papua (Baía de Milne))
- Delias ennia saturata Rothschild, 1915 (Ilha Goodenough)
- Delias ennia limbata Rothschild, 1915 (ilha de Tagula, Louisiades)
- Delias ennia nigidius Miskin, 1884 - Nigidius Jezabel (de Cairns a Queensland)
- Delias ennia tindalii Joicey & Talbot, 1926 (Queensland)